# Park Krowoderski
Park Krowoderski – park w Krakowie, w dzielnicy IV Prądnik Biały ograniczony ulicami: Opolską, Batalionu „Skała” AK, Władysława Łokietka, Tadeusza Makowskiego, Jana Palacha. 
Na jego terenie znajduje się boisko PKS Jadwiga (dawniej należące do KS Krowodrza) oraz rekreacyjna górka saneczkarska – zabezpieczona od strony ulicy Opolskiej oponami, siatką i krzewami, a także szereg mniejszych boisk i terenów rekreacyjnych. Powstał również ogródek jordanowski, (ogrodzony) wybieg dla psów (z ławkami i drewnianą altaną) oraz urządzenia małej architektury.
Przez park przebiega Szlak Orlich Gniazd rozpoczynający się na Osiedlu Krowodrza Górka niedaleko pętli autobusowo-tramwajowej.
Przez Park Krowoderski przebiega także trasa rowerowa nr 2 Park Młynówka Królewska do Ojcowa (Stare Miasto – Łobzowska – Grottgera – Park Młynówka Królewska – Racławicka – Wybickiego – WT Krowodrza – Park Krowoderski – Łokietka – Pękowicka – Pękowice – granica miasta – Giebułtów (gm. Wielka Wieś) – Ojców/Korzkiew).
W Parku Krowoderskim są organizowane różnego rodzaju plenerowe imprezy, m.in.:
- Koncert zespołu Elektryczne Gitary w ramach kampanii wyborczej we wrześniu 1998 r.
- „Bezpieczna droga do szkoły” – impreza zorganizowana w dniach 3-4.09.2011 r. przez Teatr Groteska przy udziale Straży Miejskiej Miasta Krakowa, Komendy Miejskiej Policji oraz krakowskiej Straży Pożarnej[5].

## Galeria

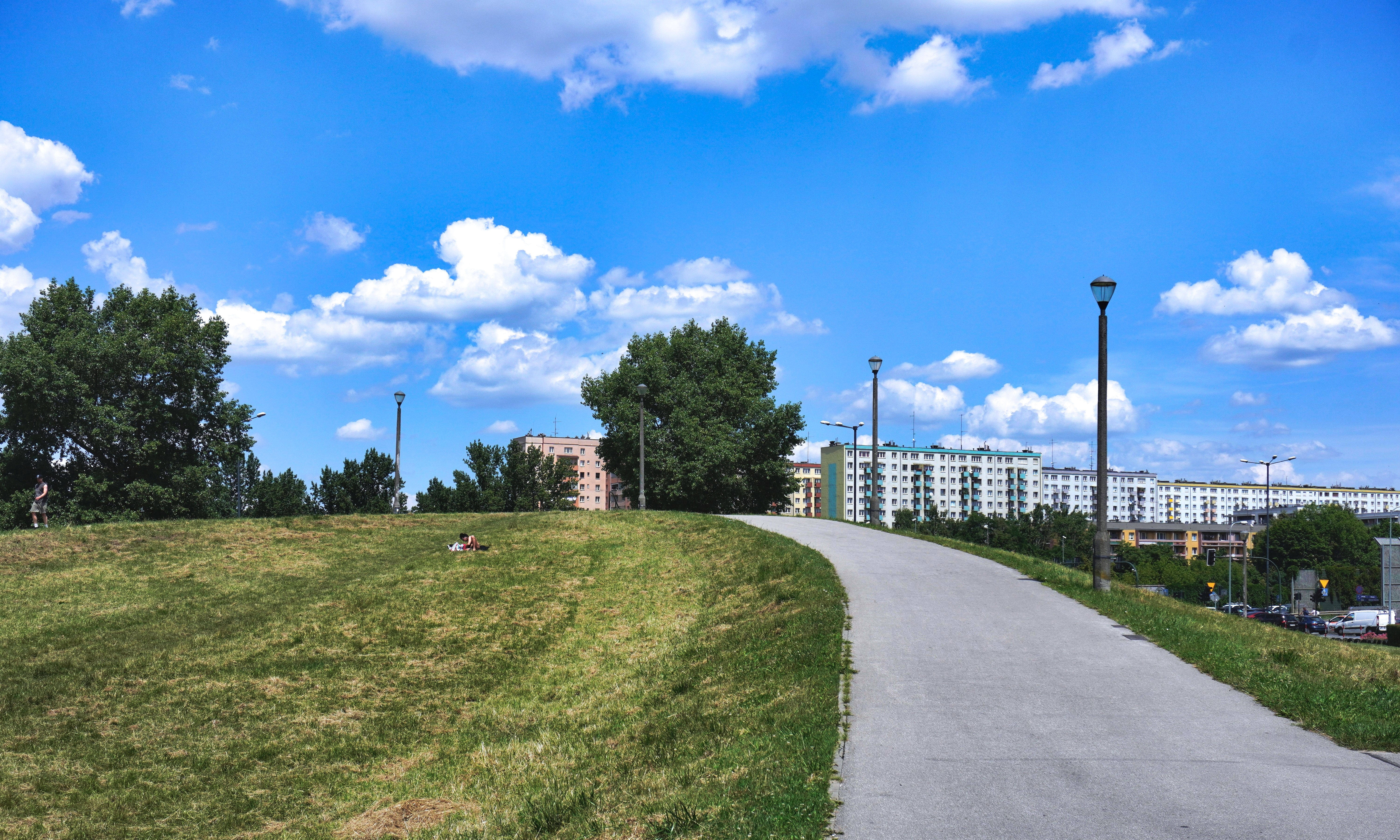
Górka, widok na północ
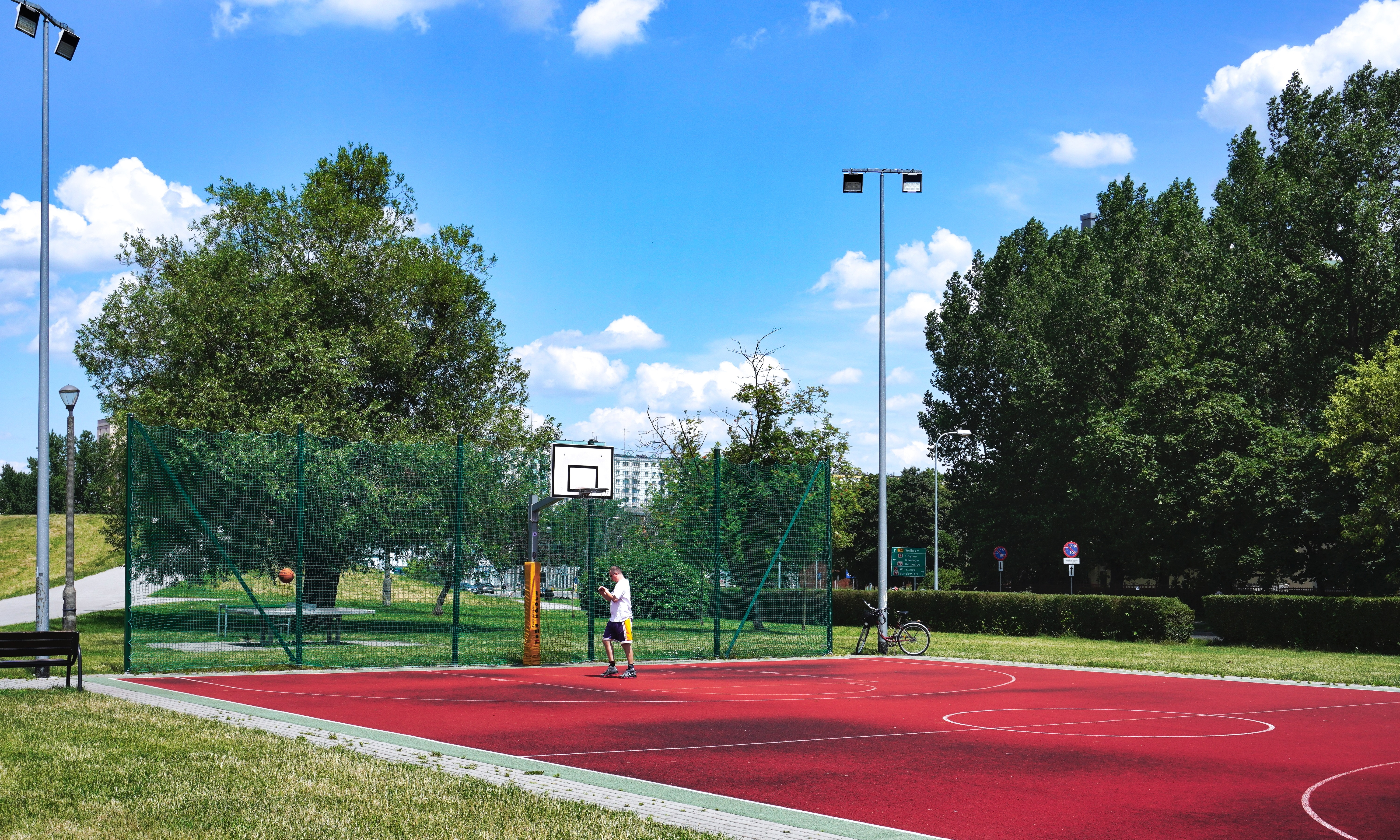
Boiska i infrastruktura sportowa
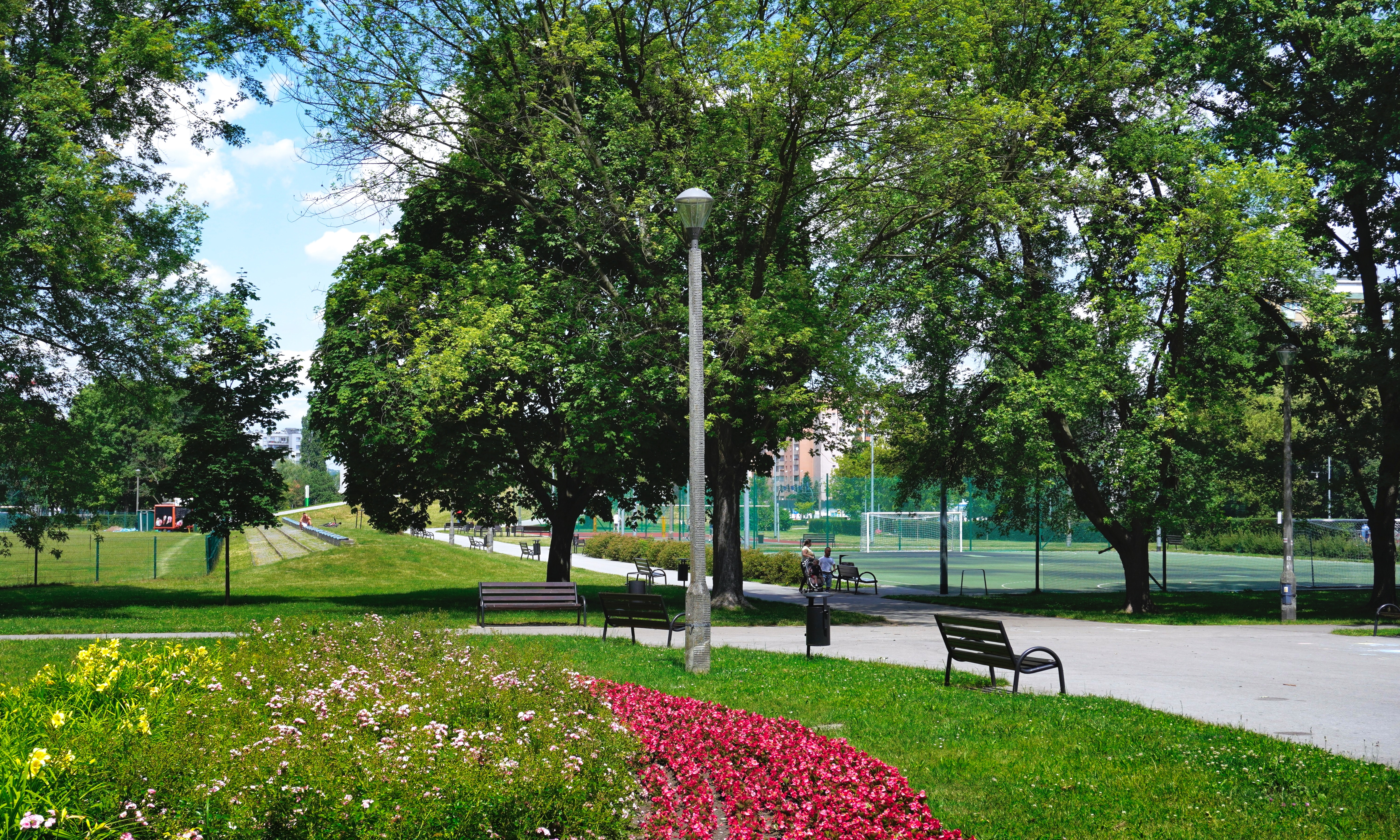
Ogólny widok na północ
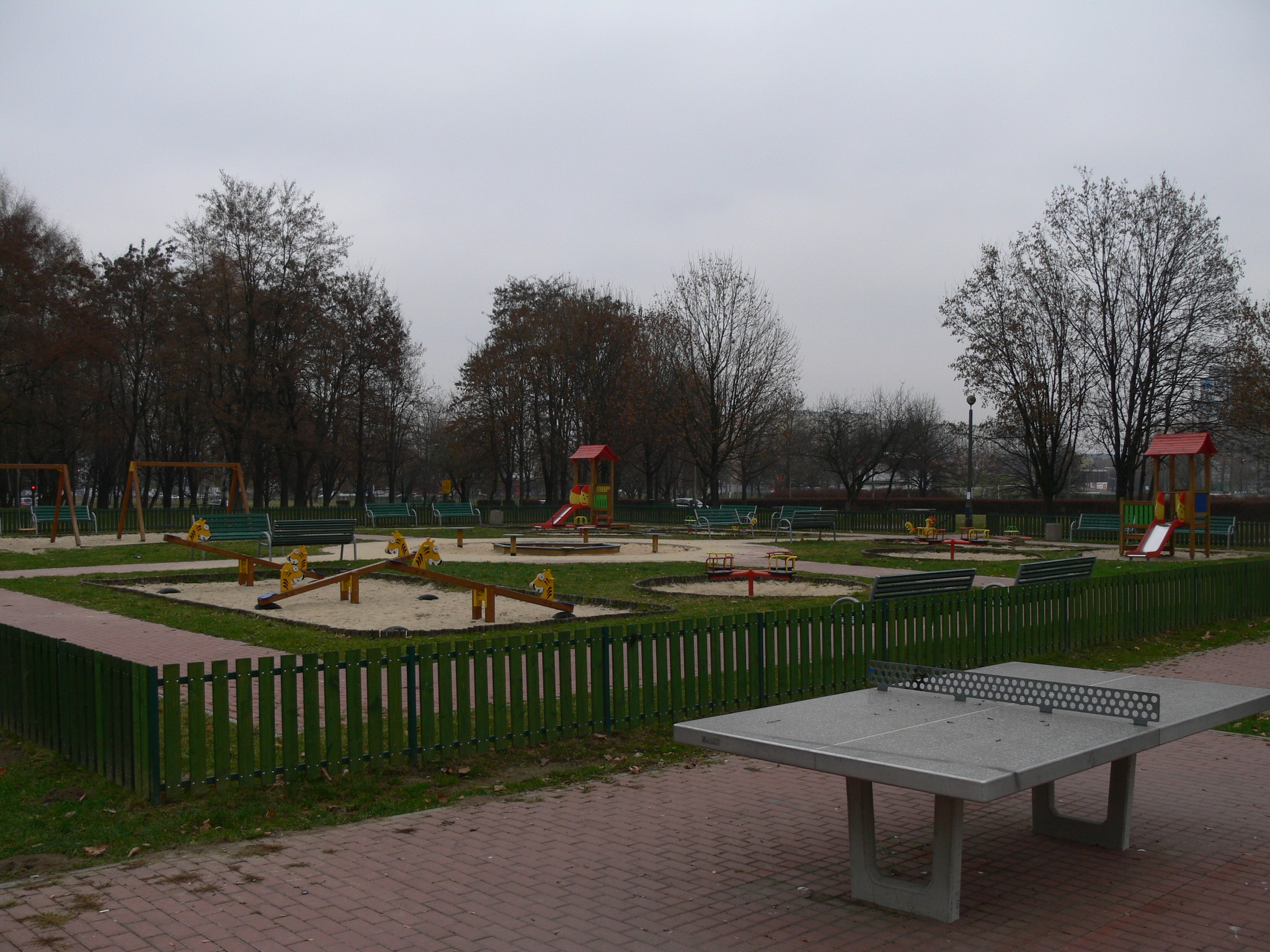
Ogród jordanowski i obiekty małej architektury